# エヴリン・シモノウィッツ・リーバーマン
エヴリン・シモノウィッツ・リーバーマン（Evelyn Simonowitz Lieberman、1944年7月9日 - 2015年12月12日）は、アメリカ合衆国の政治家。クリントン政権において、女性として初の大統領次席補佐官を務め、また初代公共外交・広報担当国務次官を務めた。

## 生涯
ニューヨーク州ニューヨークにて誕生。バッファロー大学を卒業。1988年から1993年までジョセフ・バイデン上院議員の報道官。
ビル・クリントン政権時代の1993年、大統領夫人ヒラリー・クリントンに首席補佐官補佐として仕え、続いて大統領副補佐官（兼、副報道官）。1996年1月から1996年12月まで女性として初の大統領次席補佐官。次席補佐官として、ホワイトハウスの運営管理を行う組織（日程局、日程局、管理運営局、大統領人事局、職員秘書局）について監督した。次席補佐官への就任に際して、大統領首席補佐官レオン・パネッタは「彼女は若く精力的に活動する大統領府職員であり、規律の遵守に焦点を当てていた」と就任理由を述べ、「彼女は完璧なチキンスープを提供してくれる。仕事に必要な人物の腰を上げさせられる」と期待を述べた。
次席補佐官在任中の1996年4月、リーバーマンはホワイトハウス実習生モニカ・ルインスキーを国防総省広報室に配置転換する手続きを行った。その後1998年1月、大統領とルインスキーの“不適切な関係”が報道されると、リーバーマンは当時の状況について大陪審証言を求められた。リーバーマンは「ウエストウイングで多くの時間を過ごしている女性がいる」という相談を首席補佐官と行った上で、「ルインスキーの配置換えは自分が決定した」と証言した。
クリントン政権2期目では、1997年ボイス・オブ・アメリカ局長に就任。ボイス・オブ・アメリカを管轄するアメリカ合衆国情報庁が国務省に統合後は、1999年に国務長官上級顧問に就任。続いて1999年10月から2001年1月まで国務次官（公共外交・広報担当）。
2002年7月からスミソニアン博物館にて通信広報部長。2008年の大統領選挙に際しては、選挙前年よりヒラリー・クリントンを支持し、選挙運動の運営委員長として時間を割いた。
2015年12月12日、膵癌で亡くなった。